# Hästen och hans pojke
Hästen och hans pojke (originaltitel: The Horse and his Boy), är den tredje boken i C.S. Lewis serie om landet Narnia. Boken skrevs 1954 och är den femte utgivna boken i Narnia-heptalogin.

## Handling
Berättelsen utspelar sig tidsmässigt i slutet av Häxan och lejonet, under den tid då Peter, Susan, Edmund och Lucy var kungar och drottningar i Narnia.
Boken handlar om pojken Shasta som hittar en talande häst, Bri. Bri lär Shasta rida och de bestämmer sig för att försöka ta sig från det grymma Calormen till "de fria nordanlanden", det vill säga Narnia, där Bri är född, och grannlandet Arkenland. På vägen träffar de flickan Aravis och hennes talande häst Vin. Aravis är på väg att bli bortgift mot sin vilja, hon är också på flykt norrut. De slår följe. I Calormens huvudstad Tashban får de reda på att Calormens kejsare Tisrock och hans son Rabadash planerar att erövra Arkenland och Narnia. Sedan följer en hård vandring genom öknen för att hinna varna Arkenlands kung i tid. De får hjälp av Aslan, och klarar allt till slut. I slutet upptäcker Shasta att han egentligen heter Cor (hans bror heter Corin) och är kronprins av Arkenland, och det berättas att han och Aravis senare kommer att gifta sig.
Kronologiskt utspelar sig den här berättelsen strax före slutet av Häxan och lejonet, men personerna i Häxan och lejonet är bara bifigurer i den här berättelsen. Hästen och hans pojke är den enda boken i serien som inte har barn från vår egen värld som huvudpersoner.